# Joe Adcock
Pour les articles homonymes, voir Adcock.
Joseph Wilbur Adcock (né le 30 octobre 1927 et mort le 3 mai 1999 à Coushatta, Louisiane, États-Unis), est un ancien joueur américain de baseball. 
Il évolue comme joueur de premier but ou de champ extérieur dans la Ligue majeure de baseball de 1950 à 1966. Il réussit 366 circuits durant sa carrière de 17 saisons. Le 31 juillet 1954 avec les Braves de Milwaukee, Adcock égale un record du baseball majeur en devenant le 7e joueur de l'histoire à frapper 4 circuits dans un même match. Le 26 mai 1959, il brise la plus longue performance sans accorder de coup sûr de l'histoire du baseball en cognant un circuit contre Harvey Haddix en 13e manche d'un match entre Milwaukee et Pittsburgh.

## Carrière
Joe Adcock est un puissant frappeur (336 coups de circuit pour une moyenne au bâton de ,277) et un excellent joueur de défense. Il se retire d'ailleurs avec la troisième moyenne de tous les temps en première base (0,994).
Le 31 juillet 1954 pour les Braves de Milwaukee, Adcock frappe quatre coups de circuit lors d'une rencontre contre les Dodgers de Brooklyn à Ebbets Field. Il est alors le septième joueur à réaliser une telle performance. De plus, en frappant également un double, il termine la rencontre avec un nouveau record pour le total de buts (18) en un seul match ; ce record tient 48 ans et est battu par Shawn Green en 2002. 
Huitième du vote du MVP de la saison 1954, puis onzième en 1956, il est sélectionné une fois au match des étoiles en 1960.
Il prend part à deux Séries mondiales avec les Braves de Milwaukee face aux Yankees de New York : victoire en 1957 et défaite en 1958.
Le 26 mai 1959 à Milwaukee, Joe Adcock brise ce qui était en voie de devenir le plus long match sans coup sûr de l'histoire : après avoir lancé 12 manches parfaites, un exploit toujours inédit, Harvey Haddix des Pirates de Pittsburgh a toujours un match sans coup sûr en 13e manche après une erreur de sa défensive et un but sur balles intentionnel ; Adcock frappe alors un coup de circuit qui brise le match sans coup sûr, met fin à la rencontre et donne la victoire aux Braves de Milwaukee. Fait inusité, le score final est de 1-0 et non de 3-0 après le circuit, car en contournant les buts Adcock dépasse le coureur qui le précède (Hank Aaron), ce qui élimine automatiquement les deux joueurs après que le premier coureur eut marqué,.
Nommé manager des Indians de Cleveland en 1967, il réalise la plus mauvaise saison de la franchise depuis 21 ans (75 victoires pour 87 défaites) et est très critiqué pour ses choix tactiques. Adcock est remercié à la fin de la saison (2 octobre). Après avoir dirigé les Angels de Seattle, un club mineur de la Ligue de la côte du Pacifique en 1968, il prend définitivement sa retraite sportive en se retirant dans sa ferme en Louisiane.
Atteint de la maladie d'Alzheimer, Joe Adcock s'éteint à l'âge de 71 ans le 3 mai 1999 dans sa ville natale de Coushatta en Louisiane.